# Albachiara (Vasco Rossi 2012)
Albachiara è un singolo di Vasco Rossi, contenente una versione orchestrale di Albachiara.
La canzone, orchestrata da Celso Valli insieme ad altri dodici brani, è stata scelta da Vasco Rossi per comporre la base del balletto L'altra metà del cielo andato in scena al Teatro alla Scala durante la stagione 2012. Per l'occasione è stato pubblicato un omonimo album, e la versione orchestrale di Albachiara è stata pubblicata come singolo in promozione al disco.